# Bandar-e Anzali
Bandar-e Anzali (persană: بندر انزلی) sau Banzar Anzali este un oraș din Iran. Înainte de revoluția iraniană, era cunoscut sub numele de Bandar-e Pahlavi (persană: بندر پهلوی).